# Basso, Benin
Basso är en ort i Benin.   Den ligger i departementet Borgou, i den nordöstra delen av landet, 500 kilometer norr om huvudstaden Porto-Novo. Basso ligger 320 meter över havet och antalet invånare är 9 827.
Terrängen runt Basso är platt. Runt Basso är det ganska glesbefolkat, med 25 invånare per kvadratkilometer.. Det finns inga andra samhällen i närheten. 
Omgivningarna runt Basso är huvudsakligen savann.